# Grabmal von Christian Gottlieb Berger

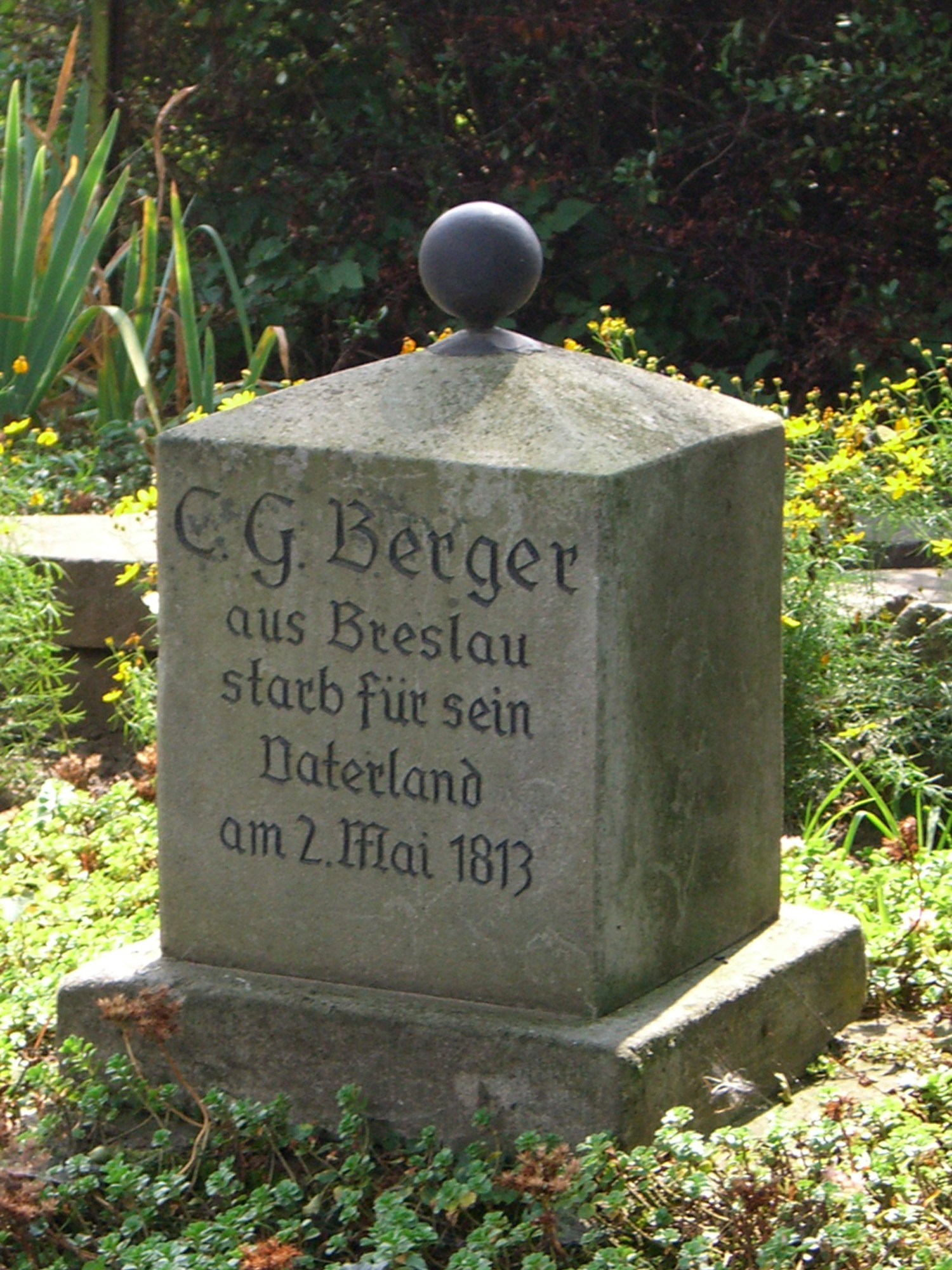
Grabmal von Christian Gottlieb Berger

Das Grabmal von Christian Gottlieb Berger ist ein denkmalgeschützter Grabstein in der Ortschaft Rahna im Ortsteil Großgörschen der Stadt Lützen in Sachsen-Anhalt. Im örtlichen Denkmalverzeichnis ist der Grabstein unter der Erfassungsnummer 094 66146 als Baudenkmal verzeichnet.
Bei dem Kriegerdenkmal handelt es sich um das Grab von Christian Gottlieb Berger, der im Befreiungskrieg am 2. Mai 1813 fiel. Der Grabmal enthält die Inschrift C.G.Berger aus Breslau starb für sein Vaterland am 2. Mai 1813.
Der preußische König erließ am 3. Februar 1813 einen Anruf zur Bildung freiwilliger Jäger-Detachements, dem auch der 26-jährige Berger folgte und in das Jäger-Detachement der Gardejäger eintrat. In der Schlacht bei Großgörschen, der ersten der Befreiungskriege, fiel er am 2. Mai 1813 im Dorfe Rahna von einer Kugel in die Stirn getroffen. 
Das Grabmal und die Gebeine wurden 1989 von der Traditionsgruppe „Lützower“ aus Leipzig umgebettet, um das Grab leichter zugänglich zu machen.
Christian Gottlieb Berger zur Erinnerung wurde eine Straße in Rahna benannt.